# Eeltrasp

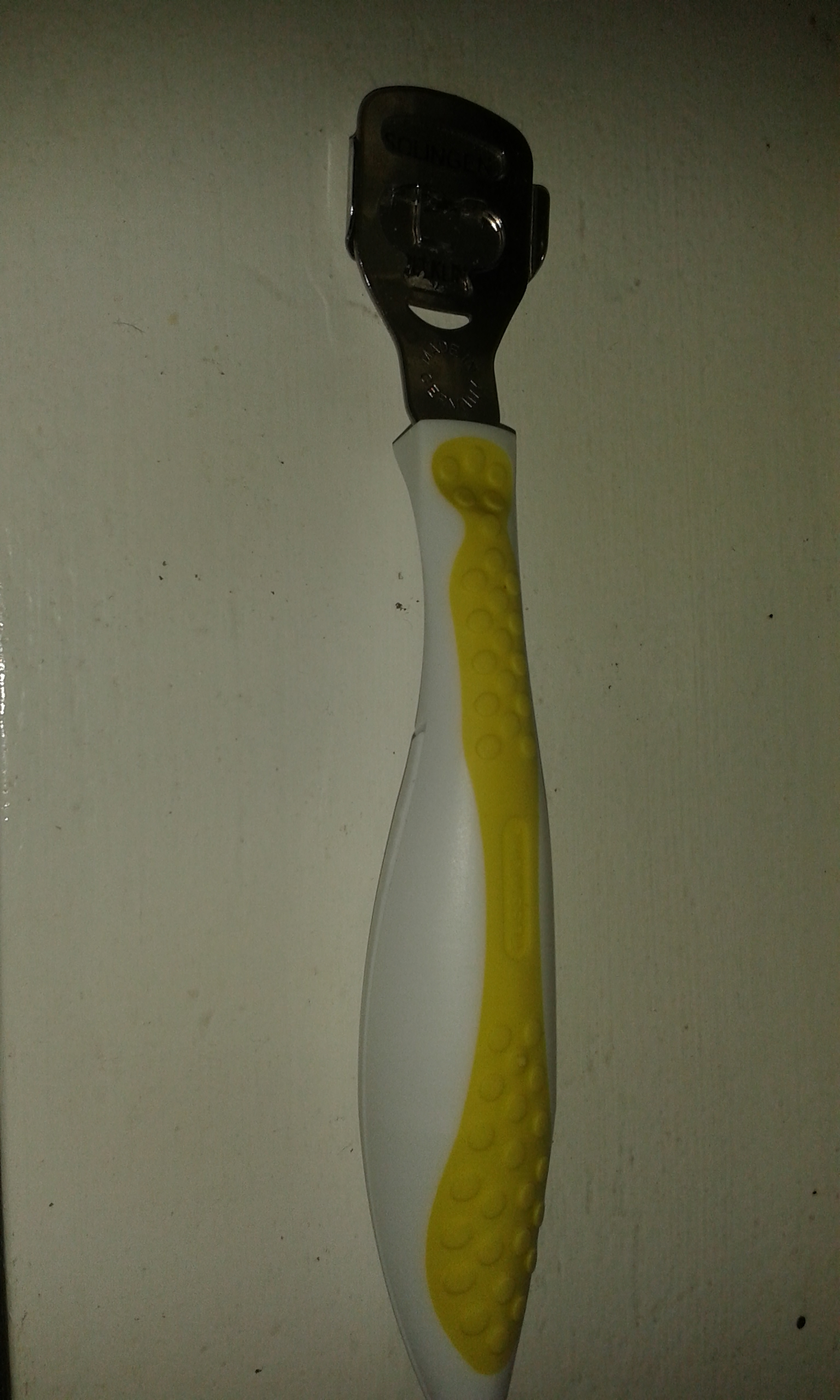
Eeltschaaf

Een eeltrasp is een kleine rasp die wordt gebruikt om overtollig eelt van met name de voetzolen te verwijderen. De rasp is zeer fijn en heeft over het algemeen een handvat. De meeste eeltraspen zijn van kunststof met metaal. Er bestaan ook eeltvijlen. Een vijl is fijner en minder ruw dan een rasp.
Overtollig eelt aan de voetzolen kan lastig en pijnlijk zijn. Door de eeltrasp voorzichtig over de eeltlaag te halen, kan deze laag dunner worden gemaakt en kunnen eventuele pijnklachten worden verlicht. De rasp behoort tot het gereedschap van de pedicure, maar wordt vooral als zelfzorghulpmiddel gebruikt.